# پروتئین نخود فرنگی
پروتئین نخود فرنگی یک محصول غذایی و مکمل پروتئینی است که از نخود فرنگی زرد و سبز، استخراج می‌شود. می‌توان از آن به عنوان یک مکمل غذایی طبیعی برای افزایش پروتئین یا سایر مواد مغذی دریافتی فرد یا به عنوان جایگزینی برای سایر محصولات غذایی (مثلاً جایگزینی شیر لبنی با شیر نخود) استفاده کرد. به صورت پودر، به عنوان یک ماده تشکیل دهنده در فرآوری غذایی مانند غلیظ کننده، عامل کف کننده یا امولسیفایر استفاده می‌شود.
به صورت پودر استخراج می‌شود و می‌تواند به روش‌های مختلفی فرآوری و تولید شود:
- به عنوان یک ایزوله - از طریق فرایند جزء به جزء کردن مرطوب که غلظت پروتئین بالایی تولید می‌کند
- به عنوان کنسانتره - از طریق فرایند جزء به جزء کردن خشک که غلظت پروتئین پایینی تولید می‌کند
- به شکل بافت‌دار، یعنی زمانی که در محصولات غذایی به عنوان جایگزینی برای سایر محصولات، مانند جایگزین‌های گوشت، استفاده می‌شود.

پروتئین نخود فرنگی به دلیل در دسترس بودن، آلرژی‌زایی کم و ارزش غذایی بالا، یک منبع غذایی محسوب می‌شود. این محصول یک منبع رایج پروتئین گیاهی است.
پروتئین نخود فرنگی به دلیل اثراتی که بر هضم دارد، طعم و محتوای بالای سدیم مورد انتقاد قرار گرفته است. بسته به روش فرآوری، پروتئین نخود فرنگی می‌تواند حاوی سطوح خاصی از مهارکننده‌های تریپسین، فیتات‌ها و لکتین‌ها باشد که می‌توانند عوارض جانبی منفی مانند کاهش جذب مواد مغذی و آسیب روده ایجاد کنند.

## ترکیب
پروتئین نخود سرشار از مواد مغذی مانند پروتئین و کربوهیدرات است. همچنین حاوی ویتامین‌ها و مواد معدنی است و چربی کمی دارد. اگرچه نخود فرنگی به‌طور کلی سرشار از پروتئین است، اما میزان واقعی پروتئین آن متغیر است و تحت تأثیر عوامل ژنتیکی و عوامل محیطی (مانند خاک و آب و هوایی که نخود فرنگی در آن کشت می‌شود) قرار دارد.
معمولاً نخود فرنگی حاوی ۲۳٫۱ تا ۳۰٫۹ درصد پروتئین، ۱٫۵ تا ۲٫۰ درصد چربی و ترکیبات جزئی مانند ویتامین‌ها، اسید فیتیک، ساپونین‌ها، پلی فنول‌ها، کانی و اگزالات‌ها است. آنها همچنین حاوی چندین دسته پروتئین هستند: گلوبولین، آلبومین، پرولامین و گلوتلین.

## موارد استفاده

### مکمل غذایی
از خواص تغذیه‌ای موجود در پروتئین نخود می‌توان برای تکمیل رژیم غذایی افرادی که کمبودهای خاصی دارند یا افرادی که به دنبال غنی‌سازی رژیم غذایی خود با مواد مغذی هستند، استفاده کرد. نخود فرنگی منبع عالی پروتئین، کربوهیدرات، فیبر غذایی، مواد معدنی، ویتامین‌ها و مواد شیمیایی گیاهی است.

### جایگزین غذایی

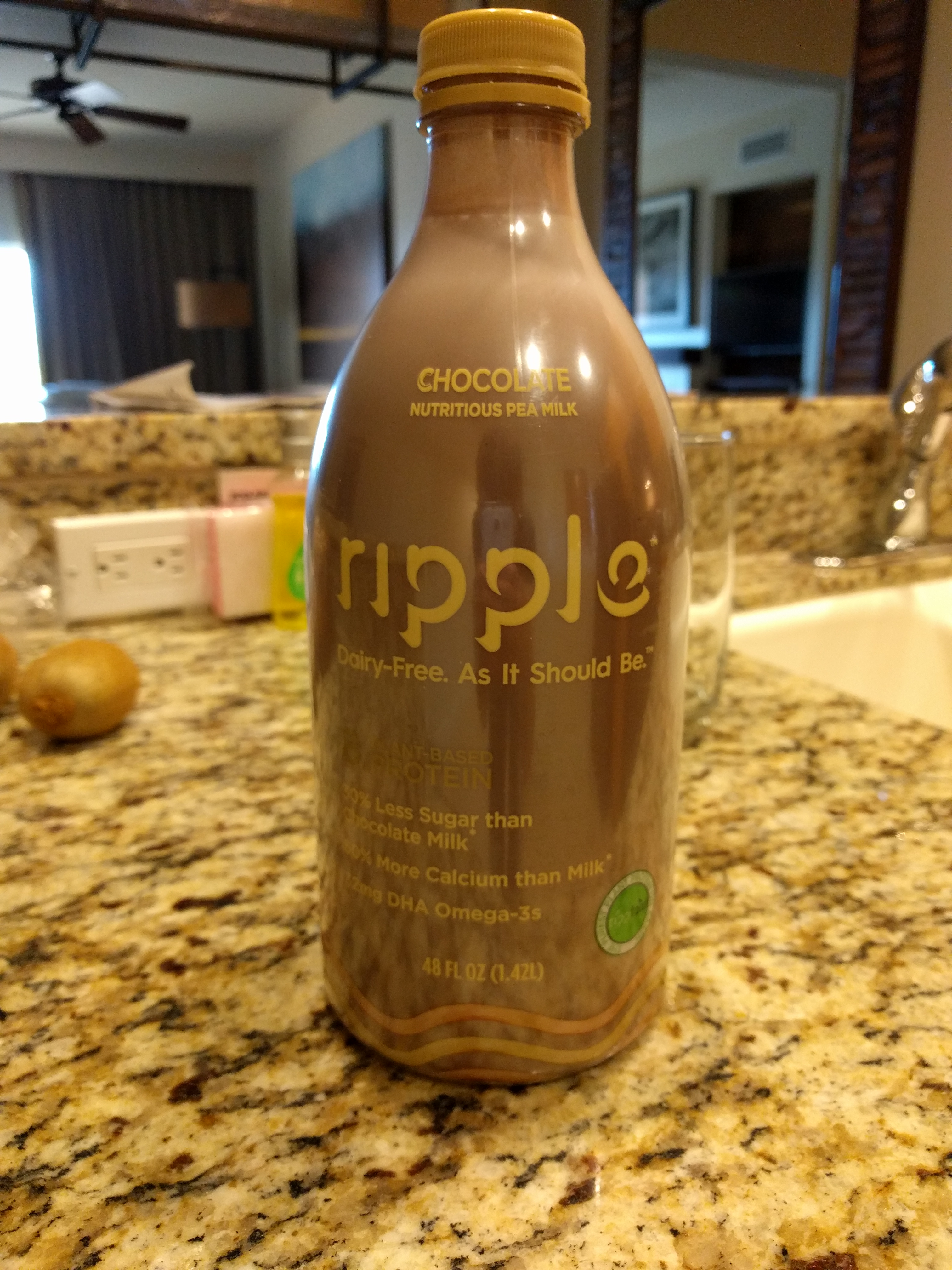
شیر نخود فرنگی شکلاتی

پروتئین نخود فرنگی می‌تواند به عنوان جایگزین پروتئین برای کسانی که نمی‌توانند منابع دیگری مصرف کنند، استفاده شود، زیرا از هیچ‌یک از رایج‌ترین غذاهای حساسیت‌زا (گندم، بادام زمینی، تخم مرغ، سویا، ماهی، صدف، آجیل درختی و شیر) گرفته نشده است. ممکن است در محصولات پخته شده یا سایر کاربردهای پخت و پز برای جایگزینی آلرژن‌های رایج استفاده شود. همچنین به صورت صنعتی فرآوری می‌شود تا محصولات غذایی و پروتئین‌های جایگزین مانند محصولات گوشتی جایگزین و محصولات غیر لبنی تولید شود. تولیدکنندگان جایگزین، شیر نخود فرنگی را به عنوان جایگزین لبنیات تولید می‌کنند. پروتئین نخود فرنگی همچنین در جایگزین‌های گوشت و تخم‌مرغ استفاده می‌شود.

### بهینه کننده
پروتئین نخود فرنگی به عنوان یک ماده کاربردی کم‌هزینه در تولید مواد غذایی برای بهبود ارزش غذایی و بافت محصولات غذایی استفاده می‌شود. همچنین می‌تواند ویسکوزیته، امولسیون‌سازی، ژل شدن، پایداری یا خواص اتصال چربی مواد غذایی را بهینه کند. برای مثال، ظرفیت پروتئین نخود فرنگی برای تشکیل کف پایدار، از ویژگی‌های کیک، سوفله، رویه‌های زده‌شده و فاج است.

## تولید
فرایند تولید کنسانتره و ایزوله پروتئین نخود شامل استخراج پروتئین، خالص‌سازی و خشک کردن است. تولید صنعتی پروتئین نخود فرنگی با مراحل تمیز کردن و خرد کردن محصول نخود فرنگی و سپس فرآوری بیشتر آنها آغاز می‌شود.
پروتئین نخود فرنگی را می‌توان با استفاده از دو روش تولید کرد:
- روش جزء به جزء کردن مرطوب
- روش جزء به جزء کردن خشک

## به عنوان غذا

### تغذیه
فواید سلامتی حاصل از پروتئین نخود فرنگی عمدتاً از غلظت و خواص نشاسته، پروتئین، فیبر، ویتامین‌ها، مواد معدنی و مواد شیمیایی گیاهی موجود در نخود فرنگی ناشی می‌شود.
پروتئین نخود فرنگی سرشار از فیبر است که به تنظیم شاخص قندخونی کمک می‌کند، و می‌تواند با کاهش سطح کلسترول و تری گلیسیرید پس از مصرف در انسان، به پیشگیری از بیماری‌های قلبی عروقی و کاهش فشار خون کمک کند. پروتئین نخود فرنگی به دلیل فیبر بالای خود، ۹۴٪ قابلیت هضم دارد که مشکلات هضم معده و دستگاه گوارش مانند نفخ و ناراحتی ناشی از آن را به حداقل می‌رساند. محتوای نشاسته آن همچنین به هضم‌پذیری کمک می‌کند، زیرا این امر به عدم دسترسی آمیلازها به گرانول‌های نشاسته محصور در ساختارهای دیواره سلولی سالم، وجود مواد ضد تغذیه‌ای مانند مهارکننده‌های آمیلاز، فیتات‌ها و فنول‌ها نسبت داده می‌شود.
پروتئین نخود فرنگی همچنین حاوی مقادیر زیادی فولات است. بنابراین می‌تواند به افزایش سطح فولات در رژیم غذایی کمک کند، در نتیجه برای افراد مبتلا به کم‌خونی و نقص لوله عصبی مفید است.

### توده عضلانی
پروتئین نخود فرنگی می‌تواند به عنوان یک مکمل پروتئینی برای افزایش توده عضلانی استفاده شود. افزایش مصرف پروتئین، یک پاسخ مثبت در سنتز پروتئین عضلانی پس از صرف غذا ایجاد می‌کند و ممکن است در درازمدت بهبود مثبتی در توده عضلانی بدون چربی ایجاد کند. پروتئین نخود فرنگی همچنین حاوی اسیدهای آمینه شاخه‌دار (BCAA) لوسین، ایزولوسین و والین است که به رشد عضلات کمک می‌کند.

### کاهش وزن
اثرات سرکوب‌کننده اشتهای نخود فرنگی ممکن است مربوط به مقادیر بالای پروتئین و فیبر غذایی آن باشد که ممکن است تخلیه معده را به تأخیر بیندازد، جذب و غلظت گلوکز را کاهش دهد و ترشح هورمون‌های تنظیم‌کننده اشتها را تحریک کند.

## انتقادات

### طعم
پروتئین‌های نخود فرنگی به دلیل طعمشان مورد انتقاد قرار گرفته‌اند، زیرا حاوی ترکیبی به نام ساپونین هستند که می‌تواند طعم تلخ و فلزی مانند ایجاد کند.

### بافت
بسته به روش فرآوری، پروتئین نخود فرنگی می‌تواند بافتی دانه‌دار داشته باشد.

### ترکیبات
بسته به روش فرآوری، برخی از پروتئین‌های نخود فرنگی می‌توانند حاوی سطوح بالایی از خواص ضد تغذیه‌ای مانند فیتیک اسید، لکتین‌ها و مهارکننده‌های تریپسین باشند که عوارض جانبی منفی دارند. مهارکننده‌های تریپسین هضم پروتئین را کاهش می‌دهند. لکتین‌ها می‌توانند با اتصال به مولکول‌های کربوهیدرات، مانع جذب گلوکز، کاهش انتقال مواد مغذی و ایجاد آسیب به لایه مخاطی روده‌ها شوند. فیتات‌ها با تشکیل کمپلکس‌هایی با مواد معدنی ضروری رژیم غذایی مانند آهن، روی و کلسیم، بر فراهمی زیستی و قابلیت هضم پروتئین تأثیر می‌گذارند و جذب آنها را تحت تأثیر قرار می‌دهند.